# Uzungeçit, Uludere
Uzungeçit là một thị trấn thuộc huyện Uludere, tỉnh Şırnak, Thổ Nhĩ Kỳ. Dân số thời điểm năm 2011 là 2.672 người.